# Boro (Sanggar)
Boro is een bestuurslaag in het regentschap Bima van de provincie West-Nusa Tenggara, Indonesië. Boro telt 2171 inwoners (volkstelling 2010).